# Chiesa di San Pietro in Montorio
La chiesa rettoria di San Pietro in Montorio è un luogo di culto cattolico del centro storico di Roma, situato sul Gianicolo, nel rione di Trastevere. Essa è affidata all'ordine dei Frati Minori e sede dell'omonimo titolo cardinalizio.

## Storia

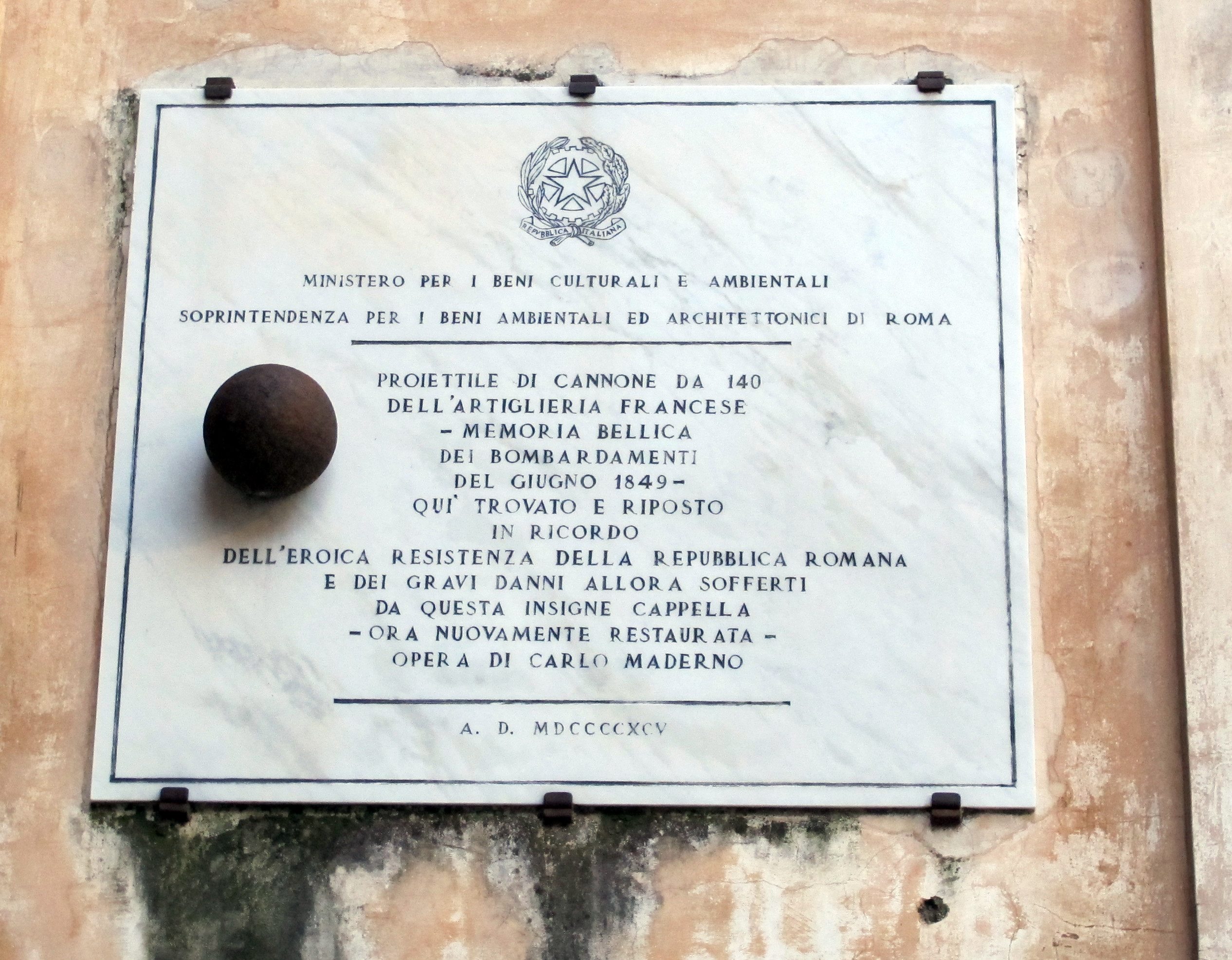
Palla di cannone francese: durante l'assedio di Roma (1849) San Pietro in Montorio fu gravemente danneggiata

Nel sito, dove si diceva fosse stato crocifisso Pietro, è citata già nella prima metà del IX secolo l'esistenza di un monastero beati Petri quod vocatur ad Ianuculum.
Il complesso di chiesa e monastero passò nei secoli ai Benedettini, ai Celestini (a questo punto - siamo nel 1320 - la chiesa si chiama "Sancti Petri Montis Aurei"), agli Ambrosiani, e alle monache cistercensi.
Nel 1472, gli edifici completamente fatiscenti e un vasto terreno attorno furono assegnati da Sisto IV Della Rovere alla congregazione francescana di Amedeo da Silva, il quale fece restaurare ed ampliare il convento, e demolire la vecchia chiesa iniziando la costruzione della nuova.
La ricostruzione rientrava nel programma di sviluppo edilizio voluto da Sisto IV, e fu anche occasione di diplomatici contributi finanziari, prima da Luigi XI di Francia al papa Della Rovere, poi - più sostanziosi - da Ferdinando II e Isabella di Castiglia al papa Alessandro VI Borgia, che consacrò la chiesa nel 1500.
Il progetto è attribuito da alcuni a Baccio Pontelli (ma il Vasari, che cita la notizia, se ne dice incerto), da altri a Meo del Caprino, realizzatore negli stessi anni, per un altro della Rovere - il cardinale Domenico - del Duomo di Torino.
Per la sua posizione esposta, e sul confine della città, il complesso (che era già stato ceduto ai francesi dalla prima Repubblica romana nel 1798, soppresso nel 1809 e recuperato dai frati nel 1814) subì gravi danneggiamenti per mano dei francesi di Napoleone III, intervenuti a soffocare la seconda Repubblica Romana del 1849. Durante la difesa del Gianicolo la chiesa fu utilizzata come ospedale (e i romani lo rinominarono San Pietro in mortorio), e l'archivio si ritrovò infine disperso e saccheggiato.
Nel 1876 il convento fu riconosciuto dallo Stato italiano come proprietà della Spagna, alla quale ancora appartiene, e da questa destinato a sede della Reale Accademia di Spagna a Roma.

## Descrizione

### Interno

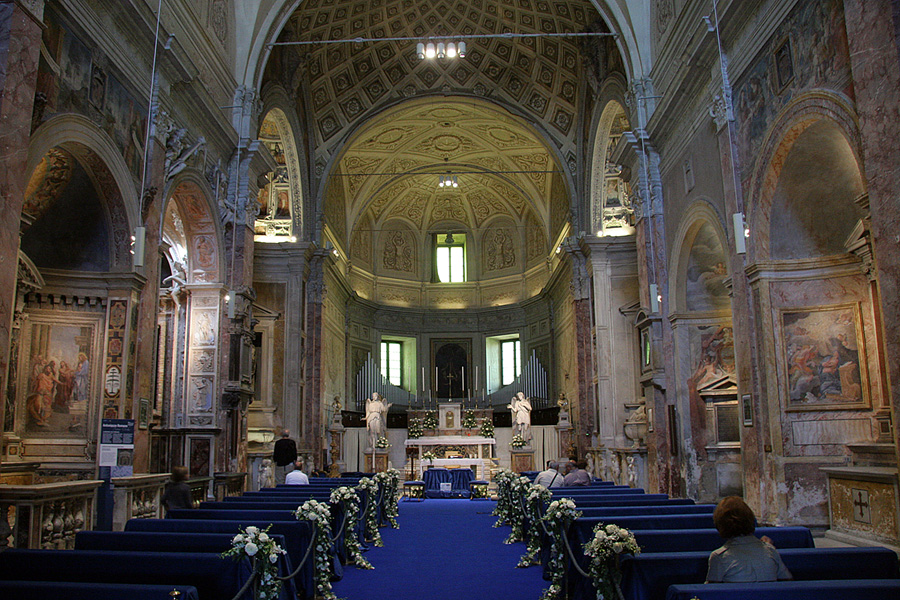
Interno

La chiesa è abbellita da capolavori di eminenti artisti del XVI e XVII secolo.
La prima cappella a destra contiene la Flagellazione e la Trasfigurazione di Sebastiano del Piombo.
La seconda cappella ha un affresco attribuito al Pomarancio, alcuni affreschi della scuola del Pinturicchio e una sibilla allegorica attribuita a Baldassarre Peruzzi.
La cappella del Monte e quella precedente contengono affreschi di Giorgio Vasari.
L'altare maggiore è attribuito a Giulio Mazzoni, mentre i monumenti funerari del Cardinale del Monte e di Roberto Nobili sono di Bartolomeo Ammannati. Da notare la lapide del cardinale Fulvio Giulio della Corgna, nipote di Giulio III, i cui genitori riposano nella cappella. Sotto l'altar maggiore erano tumulate le spoglie di Beatrice Cenci, finché la tomba non fu profanata da alcuni soldati francesi nel 1798.
Fino al 1797, la Trasfigurazione di Raffaello era collocata sull'altare maggiore. Sottratta dai francesi nel 1797, e successivamente restituita nel 1816, passò alla Pinacoteca vaticana e fu sostituita da una copia della Crocifissione di San Pietro di Guido Reni realizzata da Vincenzo Camuccini.
La seconda cappella sulla sinistra, la Cappella Raimondi (1640), fu disegnata da Gian Lorenzo Bernini.
Hugh O'Neill e Rory O'Donnell, Conti Irlandesi del XVII secolo, fuggiti dall'Irlanda e morti a Roma, sono qui seppelliti. Sulla tomba di Hugh O'Neill è scritto 'Hugonis Principis Onelli'.
Nell'abside, alle spalle degli stalli del coro, si trova l'organo a canne Mascioni opus 899, costruito nel 1968; a trasmissione elettrica, dispone di 26 registri su due manuali e pedale.

### Tempietto del Bramante

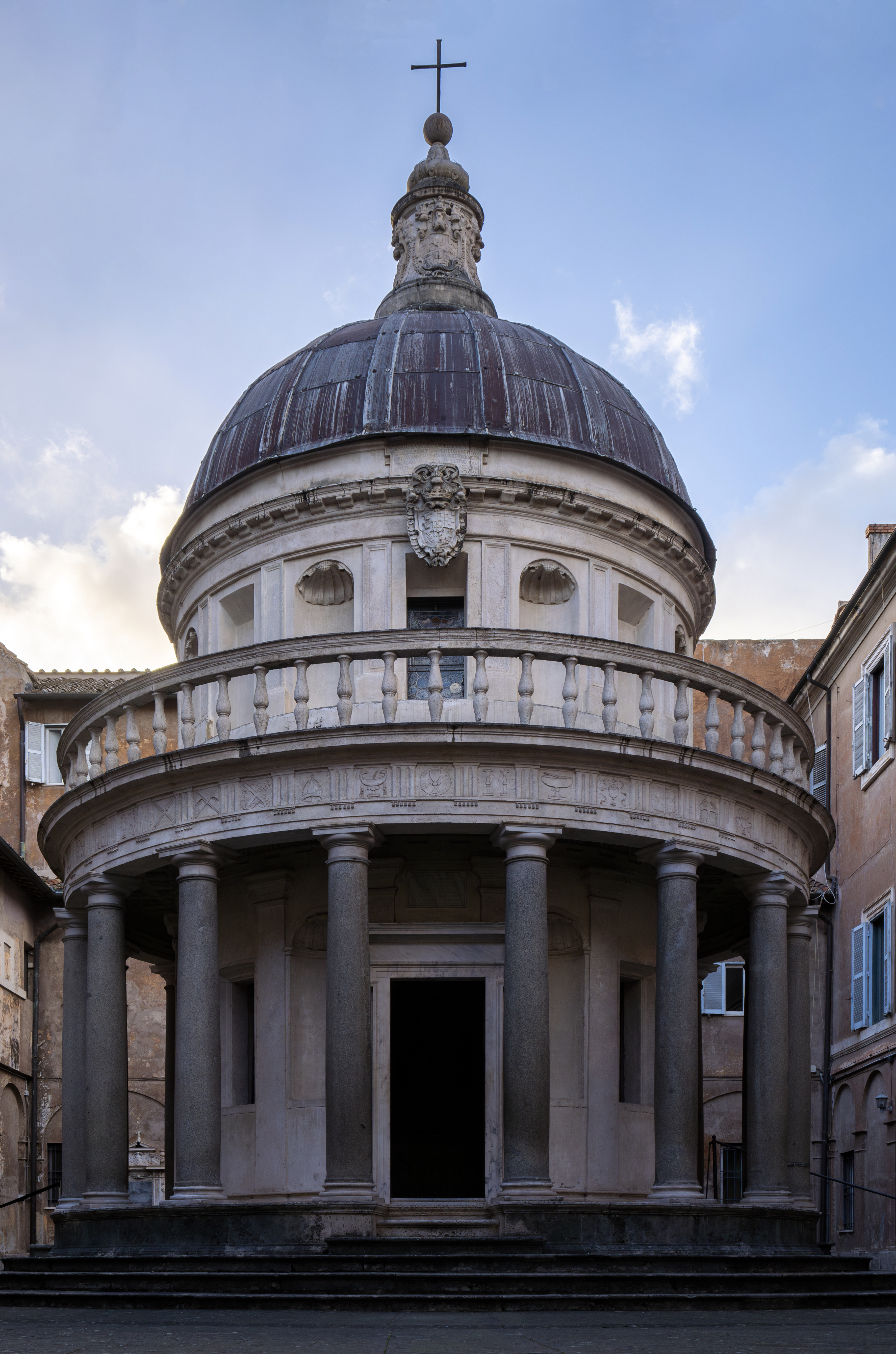
Il tempietto del Bramante

Nel primo cortile del convento vi è il cosiddetto tempietto del Bramante, risalente ai primi anni del XVI secolo e considerato dalla critica uno degli esempi più significativi d'architettura rinascimentale.
Trattasi di un monumento celebrativo di piccole dimensioni, sopraelevato e periptero, dedicato al martirio di San Pietro.
Il tempietto ha un corpo cilindrico scavato da nicchie di alleggerimento e circondato da un colonnato tuscanico sopra al quale corre una trabeazione decorata con triglifi e metope a tema liturgico di origine greca.
L'interno della cella ha un diametro di circa 4 metri e mezzo. La cupola, progettata in conglomerato cementizio, ha un raggio pari alla sua altezza, e all'altezza del tamburo su cui si appoggia.
Secondo i progetti iniziali, il tempietto avrebbe dovuto inserirsi al centro di un cortile circolare, non realizzato (l'attuale è di forma rettangolare), così da evidenziare la perfetta simmetria dell'impianto e sottolineare la centralità del tempio.

### La Via Crucis
Tutta la pendice del Gianicolo da via Garibaldi alla piazza di San Pietro in Montorio è in effetti occupata dall'Accademia di Spagna e da altri edifici afferenti all'ambasciata spagnola. Tra queste pertinenze c'è una rampa denominata Via S. Pietro in Montorio che accorcia il percorso da via Garibaldi alla piazza della chiesa (via pubblica, ma a gradini, e rimasta a lungo chiusa da due cancelli), lungo la quale furono erette, nel 1957, le stazioni della Via Crucis realizzate in terracotta policroma dallo scultore Carmelo Pastor, in sostituzione di una Via Crucis più antica e popolare, andata in rovina.

## Galleria d'immagini

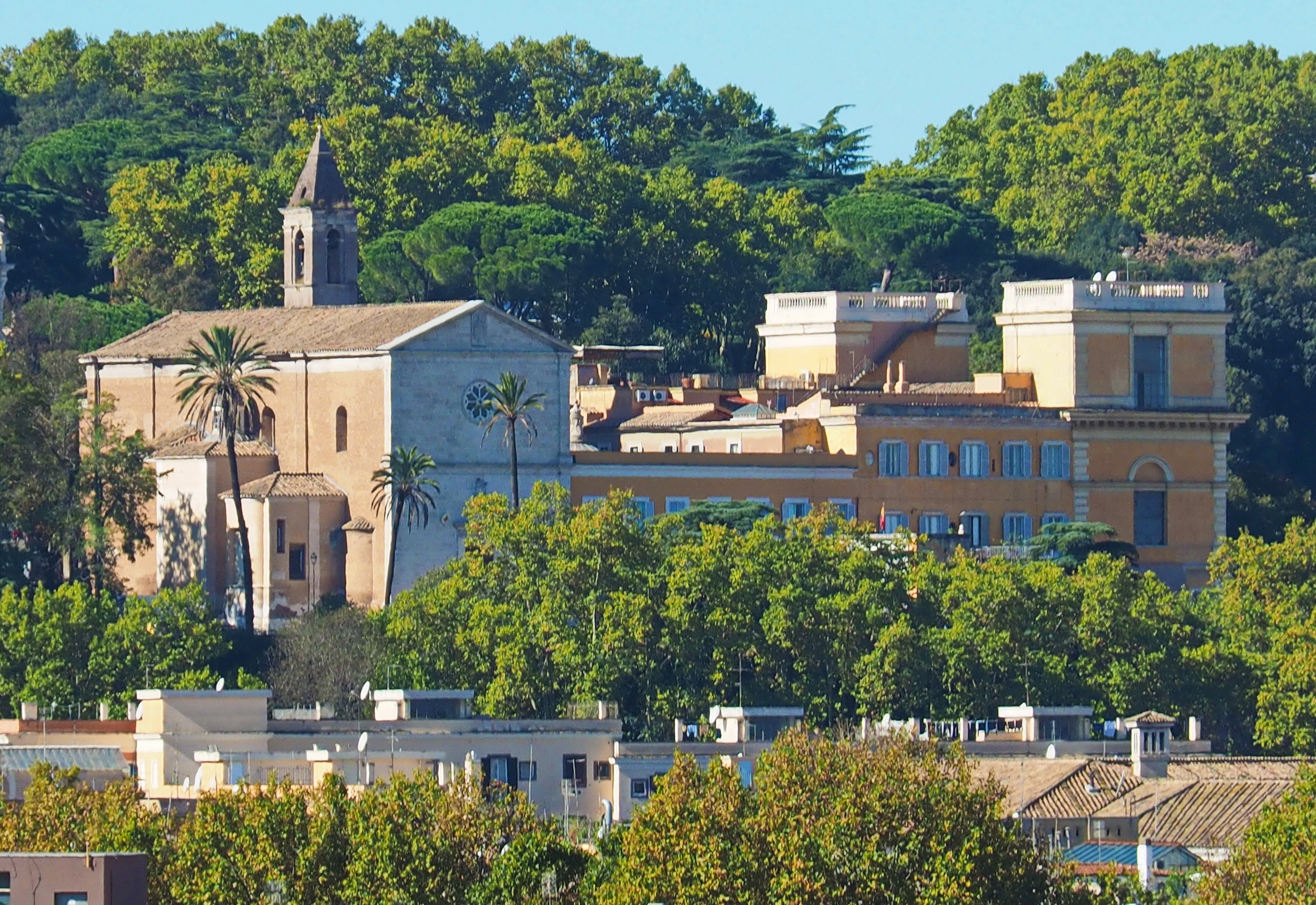
Veduta dall'Aventino
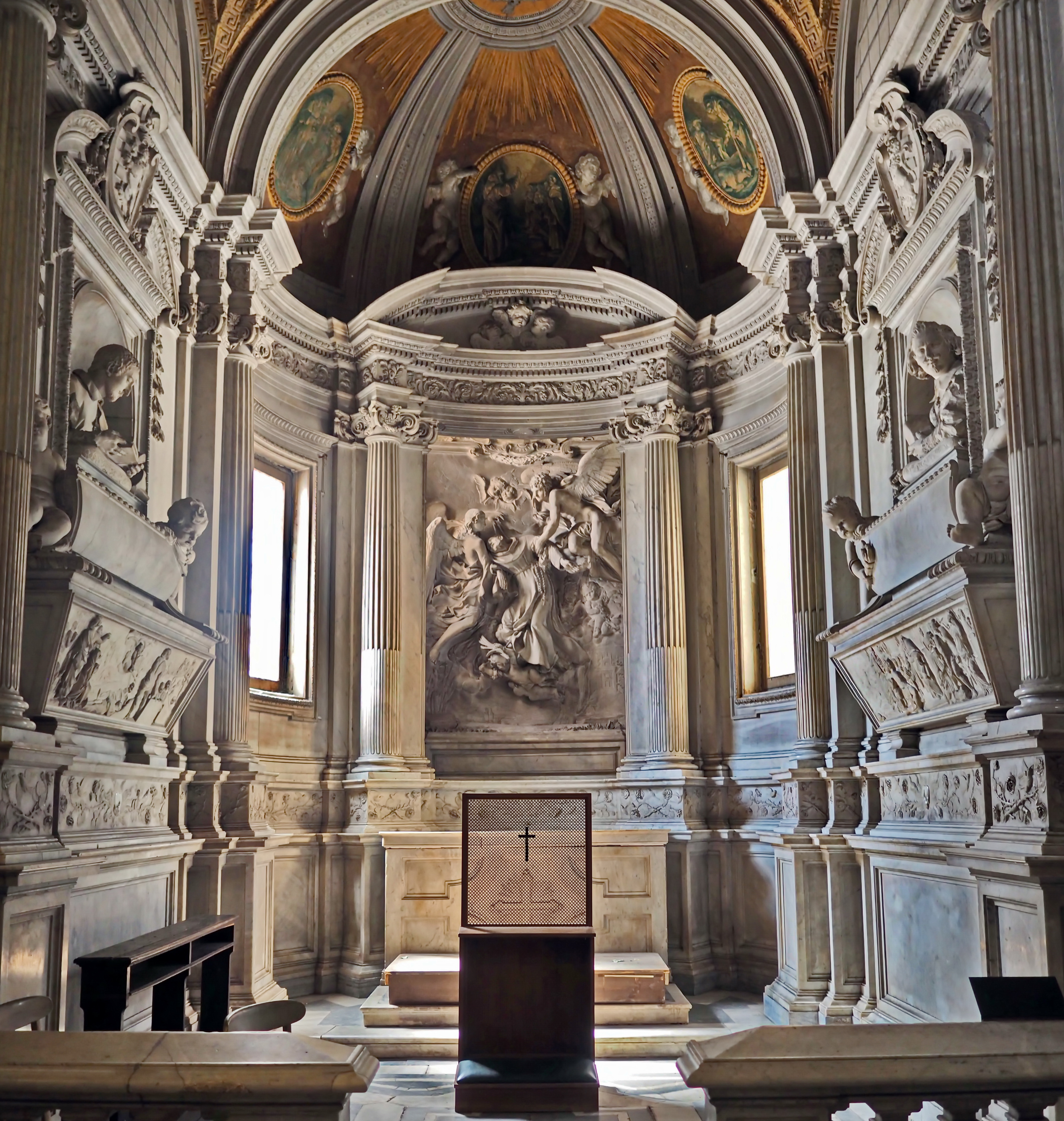
Cappella Raimondi
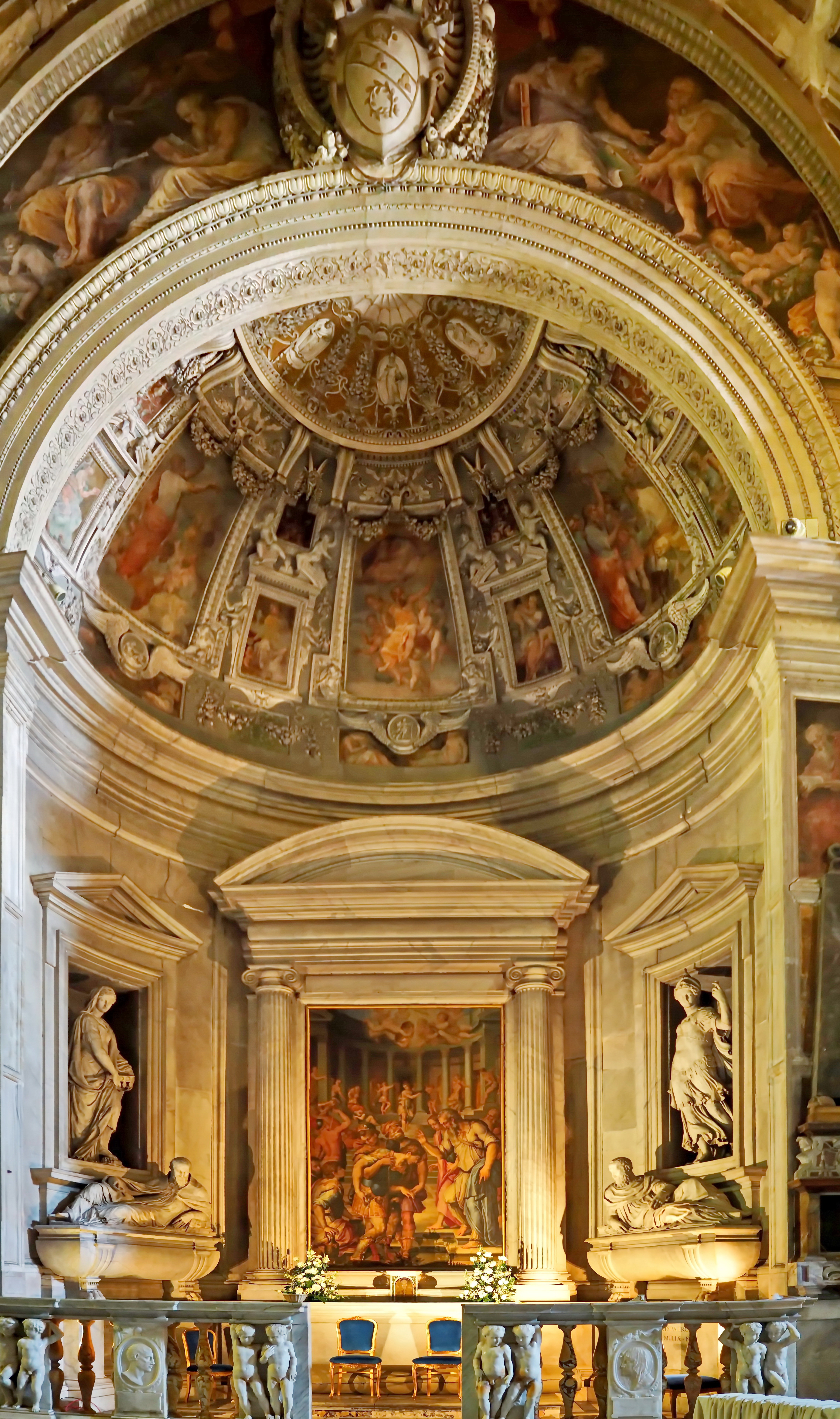
Cappella del Monte
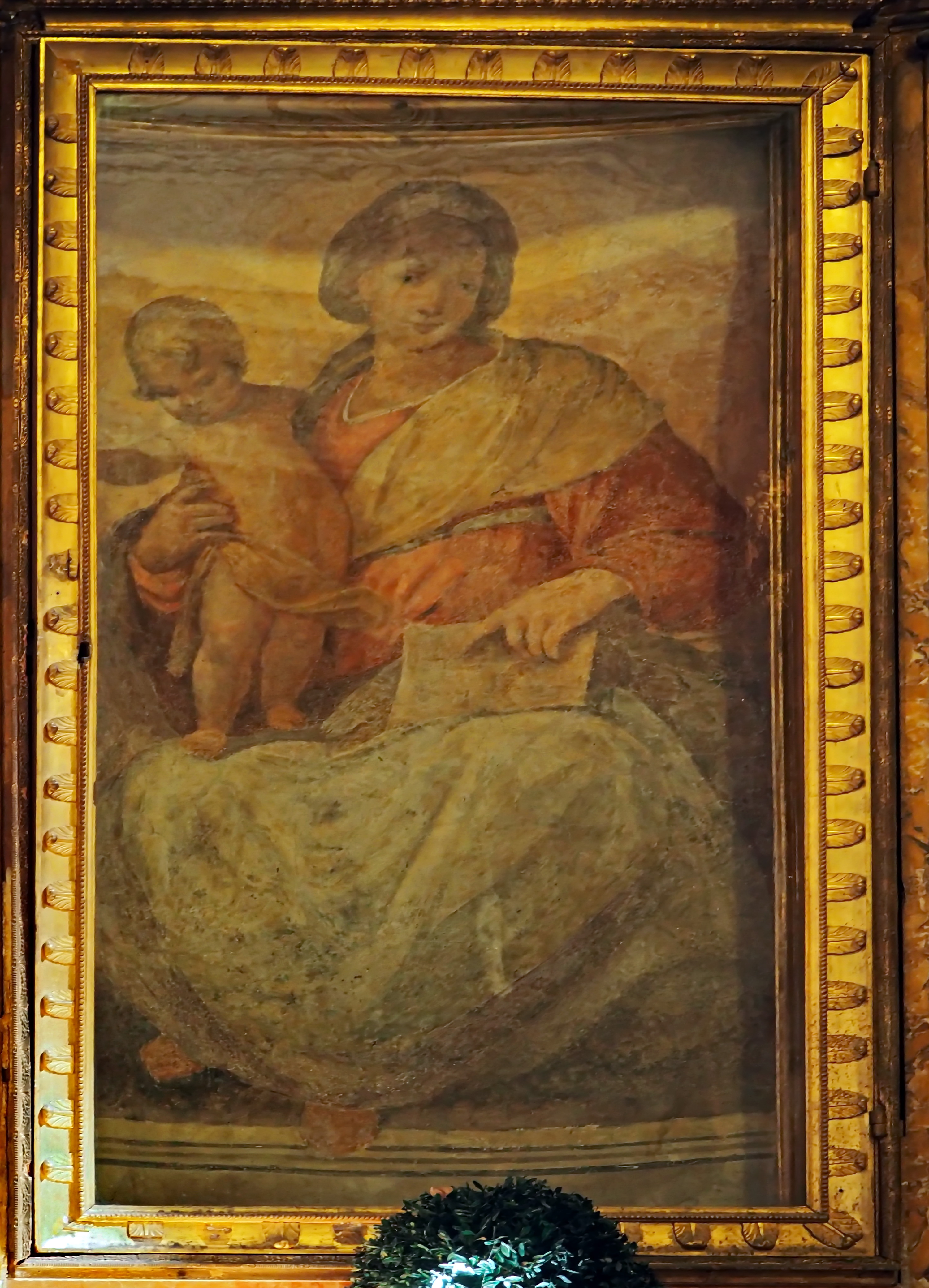
Madonna della lettera del Pomarancio
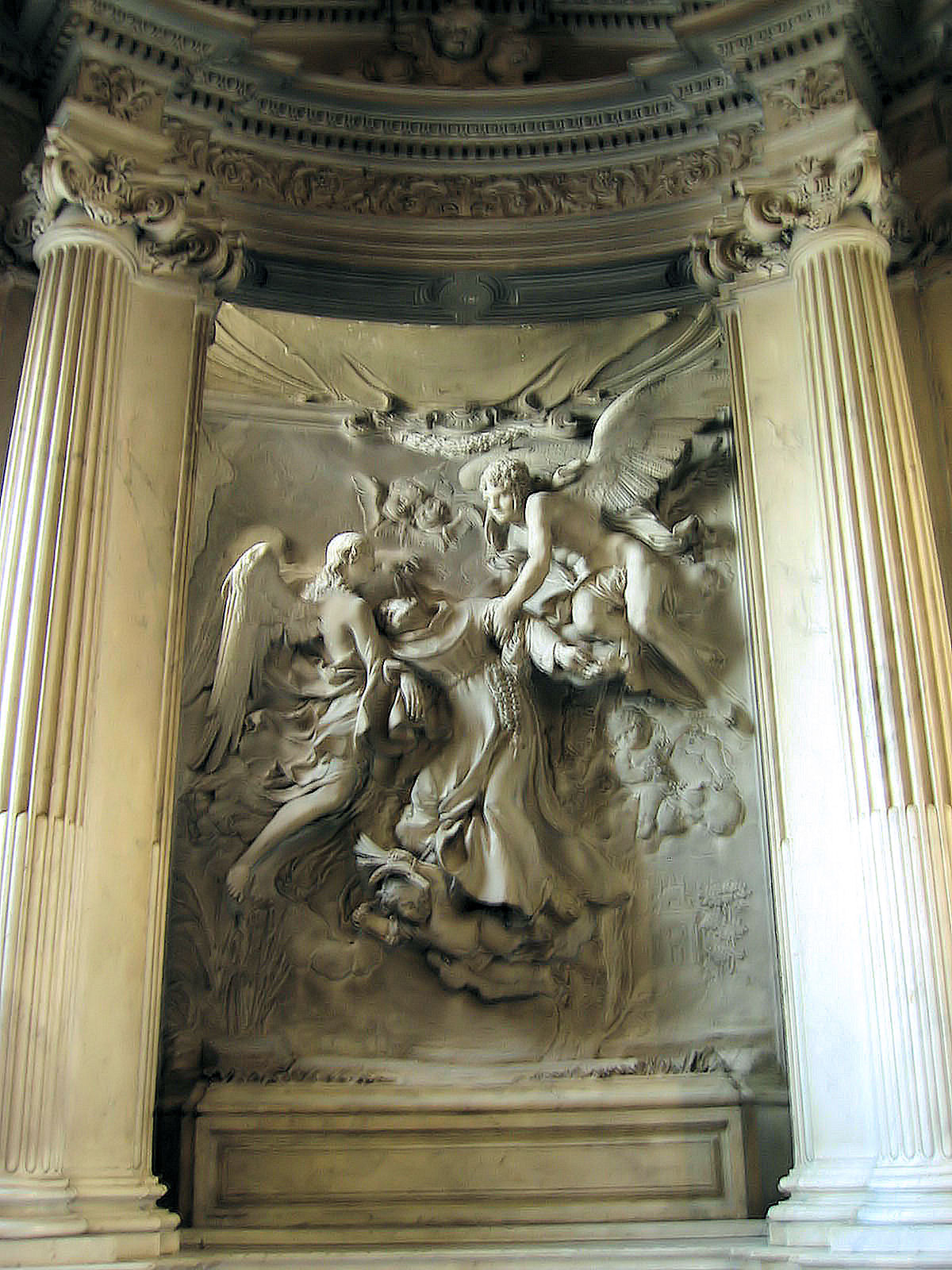
San Francesco in estasi di Francesco Baratta
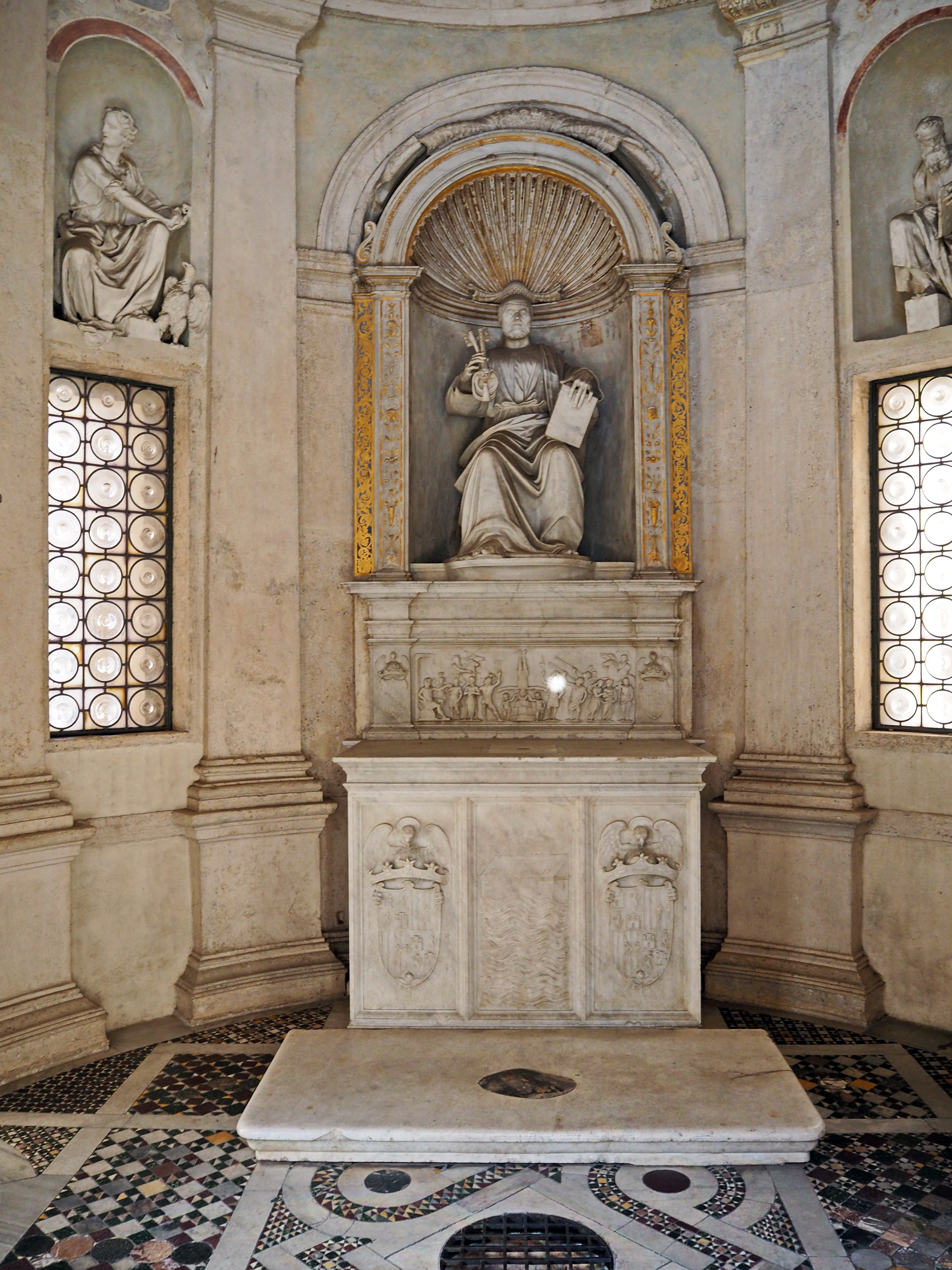
Interno del tempietto
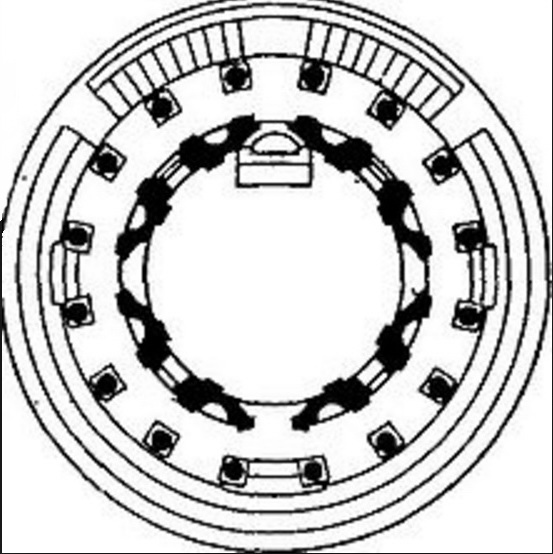
Pianta del tempietto
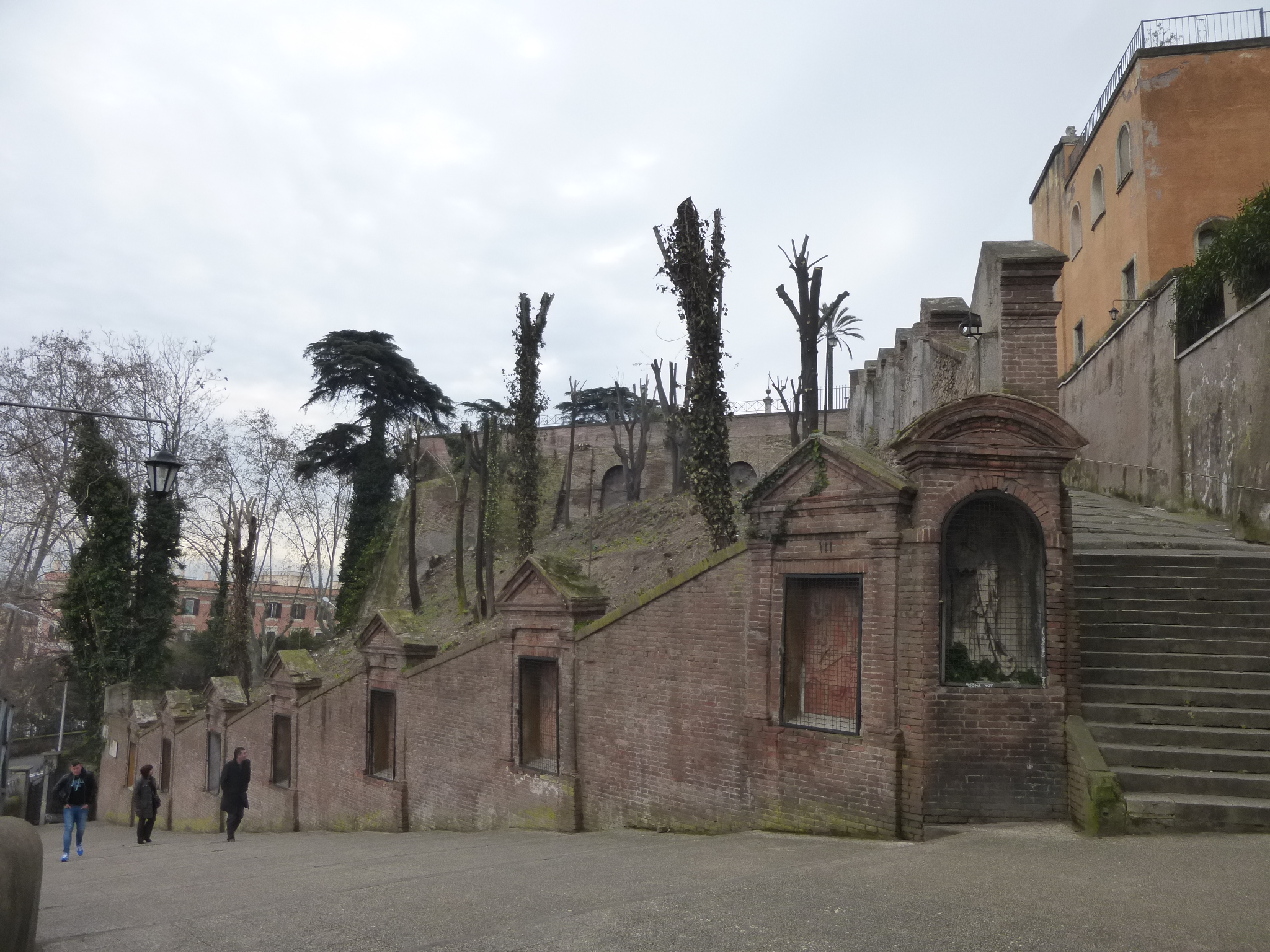
Le prime sette stazioni della Via Crucis